# Sturnira bogotensis
Sturnira bogotensis — вид родини листконосові (Phyllostomidae), ссавець ряду лиликоподібні (Vespertilioniformes, seu Chiroptera).

## Середовище проживання
Країни проживання: Колумбія; Еквадор, Перу, Венесуела. Зустрічається у високих гірських районах вище 2000 м. Значною мірою пов'язаний з вологими місцями проживання і лісом або хмарним лісом.

## Звички
Плодоїдний, але, можливо, харчується також нектаром і пилком. Зустрічається спільно з S. bidens і S. elythromos.

## Загрози та охорона
Ніяких серйозних загроз по всьому ареалу. Живе в природоохоронних районах.